# Michael Mørkøv
Michael Mørkøv (Kokkedal, 30 d'abril de 1985) és un ciclista danès, professional des del 2005 fins al 2024. El seu darrer equip fou l'Astana Qazaqstan Team.
Combina la carretera amb el ciclisme en pista, modalitat en la qual el 2008 guanyà la medalla de plata als Jocs Olímpics de Pequín en Persecució per equips, amb Alex Nicki Rasmussen, Casper Jorgensen i Jens-Erik Madsen. El 2009 es proclamà  campió del món de Madison.
En carretera destaquen el Campionat de Dinamarca en ruta del 2013 i una etapa a la Volta a Espanya del mateix any.
El seu germà petit Jesper també es dedica al ciclisme.

## Palmarès en pista
- 2004
  -  Campió de Dinamarca de puntuació
- 2005
  -  Campió d'Europa sub-23 en Madison (amb Alex Rasmussen)
- 2006
  -  Campió de Dinamarca de puntuació
  -  Campió de Dinamarca de Madison, amb Alex Rasmussen
- 2007
  -  Campió de Dinamarca de Madison, amb Alex Rasmussen
  - 1r als Sis dies de Grenoble (amb Alex Rasmussen)
- 2008
  -  Campió de Dinamarca de puntuació
  -  Campió de Dinamarca de persecució per equips
  -  Campió de Dinamarca de Madison, amb Alex Rasmussen
  -  Campió de Dinamarca de scratch
  -  Medalla de plata als Jocs Olímpics de Pequín en Persecució per equips, amb Alex Nicki Rasmussen, Casper Jorgensen i Jens-Erik Madsen
  - 1r als Sis dies de Grenoble (amb Alex Rasmussen)
- 2009
  -  Campió del món en Madison (amb Alex Rasmussen)
  -  Campió de Dinamarca de Madison, amb Alex Rasmussen
  - 1r als Sis dies de Copenhaguen (amb Alex Rasmussen)
  - 1r als Sis dies de Gant (amb Alex Rasmussen)
- 2010
  -  Campió de Dinamarca de Madison, amb Alex Rasmussen
  - 1r als Sis dies de Copenhaguen (amb Alex Rasmussen)
  - 1r als Sis dies de Berlín (amb Alex Rasmussen)
  - 1r als Sis dies de Fiorenzuola d'Arda (amb Alex Rasmussen)
- 2011
  -  Campió de Dinamarca de l'omnium
  - 1r als Sis dies de Copenhaguen (amb Alex Rasmussen)
- 2012
  - 1r als Sis dies d'Amsterdam (amb Pim Ligthart)
- 2013
  - 1r als Sis dies de Copenhaguen (amb Lasse Norman Hansen)
- 2015
  - 1r als Sis dies de Copenhaguen (amb Alex Rasmussen)
  - 1r als Sis dies de Gant (amb Iljo Keisse)
- 2017
  - 1r als Sis dies de Copenhaguen (amb Lasse Norman Hansen)

### Resultats a laCopa del Món
- 2005-2006
  - 1r a Sydney, en Madison
  - 1r a Sydney, en Persecució per equips
- 2006-2007
  - 1r a Los Angeles, en Madison
- 2007-2008
  - 1r a Copenhaguen, en Madison

## Palmarès en ruta
- 2005
  -  Campió de Dinamarca de contrarellotge per equips
- 2006
  - 1r a la Skive-Lobet
- 2008
  -  Campió de Dinamarca de contrarellotge per equips
  - Vencedor d'una etapa al Giro del Cap
- 2011
  - 1r a la Challenge Sprint Pro
  - 1r a la Fyen Rundt
- 2013
  -  Campió de Dinamarca en ruta
  - Vencedor d'una etapa a la Volta Espanya
- 2015
  - Vencedor d'una etapa a la Volta a Dinamarca
- 2018
  -  Campió de Dinamarca en ruta
- 2019
  -  Campió de Dinamarca en ruta

### Resultats al Giro d'Itàlia
- 2010. 129è de la classificació general
- 2011. 156è de la classificació general
- 2018. 107è de la classificació general
- 2022. No surt (7a etapa)

### Resultats al Tour de França
- 2012. 93è de la classificació general
- 2014. 134è de la classificació general
- 2016. Abandona (8a etapa)
- 2019. 152è de la classificació general
- 2020. 130è de la classificació general
- 2021. 138è de la classificació general
- 2022. Fora de control (15a etapa)
- 2023. 150è de la classificació general
- 2024. No surt. (12a etapa)

### Resultats a la Volta a Espanya
- 2013. 128è de la classificació general. Vencedor d'una etapa
- 2017. 137è de la classificació general
- 2018. 148è de la classificació general
- 2020. 121è de la classificació general